# К-15 (телепрограмма)
К-15 — юмористическая македонская телепрограмма, первое и самое известное скетч-шоу телевидения Республики Македонии. Выходило с 1994 по 2012 годы на македонском телевидении, основные роли в нём исполняли трио комиков «Дуо Трио»: Васко Тодоров, Люпчо «Бубо» Каров и Бранко Огняновский, которые были заодно сценаристами и режиссёрами проекта.

## Показ
Тодоров, Каров и Огняновский в 1990-е годы создали единственную для себя возможность заработать средства и найти официальную работу: они придумали скетч-шоу, в котором изображали обычные сценки из жизни македонцев, отражавшие культурную и социальную ситуацию в обществе. Первый выпуск шоу вышел 23 ноября 1994 года на телеканале А1. Шоу стало своеобразной сатирой на социальные, политические и экономические проблемы страны, в том числе противоречия среди разных социальных слоёв, этническую обстановку, стереотипы, табуированные темы и так далее. Шоу выходило на телеканалах МТВ 1, Сител, А1, Альфа ТВ и К-15. В 2008 году был создан одноимённый телеканал, куда переехало шоу; он же транслировал рекламу и видеоклипы на македонские песни.
В 2012 году шоу было закрыто, хотя повторы выпусков всё ещё выходят. Фанаты шоу в основном — это македонцы, хотя оно популярно и за рубежом, особенно среди национальных общин македонцев в США, Канаде, Германии, Швейцарии, Швеции и Австралии.

## Герои и роли
- Бранко Огняновски:
  - Миле Паника. Герой говорит с сербским акцентом, вставляя сербские слова и фразы, что усиливает юмористический эффект. Наиболее популярный персонаж.
  - Блажо. Чаще всего появляется в скетчах вместе с Ристо, его земляк.
  - Албанец. Типичный представитель албанского этноса; по иронии, носит славянское имя Зоран. Герой сатирических скетчей, связанных с межэтническими проблемами Албании. Иногда выходит из трудных ситуаций, проявляя смекалку.
  - Грек. Носит постоянно парик, говорит македонские слова с греческим акцентом. Имя — Йорго, родители из высших слоёв. По-хамски относится к македонцам.
  - Охридец. Типичный житель Охрида, ненавидящий жителей Скопье (в том числе и туристов). Ранее носил имена Климе и Наум.
- Васко Тодоров:
  - Тошо Малер. Слово «малер» означает «неудачник», поскольку на этого героя всегда сваливаются неприятности. Говорит на скопьевском диалекте, что усиливает юмористический эффект; почти ко всем обращается «батка» (вольный перевод — «чувак»). Наиболее популярный персонаж.
  - Ристо. Типичный македонский крестьянин из Струмицы или Радовиша, постоянно к месту и не к месту вставляет слово «разбираш» («знаешь»).
  - Полицейский. Типичный глупый и неуклюжий полицейский Македонии.
- Бубо Каров:
  - Цацко Конопишский. Уроженец местечка Конопиште общины Кавадарци, говорит на кавадарском диалекте, что усиливает юмористический эффект. Наиболее популярный персонаж.